# Campo (heráldica)

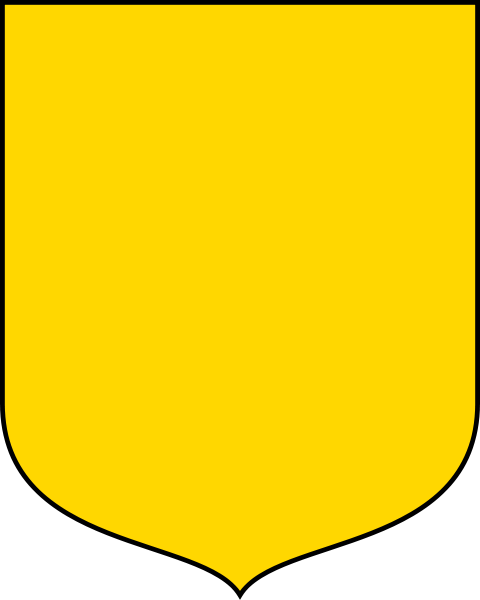
Blasón en campo de oro.

El campo es el fondo del escudo en la heráldica. El campo designa la manera en la que el fondo del escudo es tratado en su conjunto. Designa entonces el atributo de campo; es decir, la manera en la que se ha llenado el escudo. 
Todos los componentes del escudo de armas tienen un atributo de campo. Hay tres categorías principales:
- Esmalte (de un color o metal).
- Forro (armiño o vero, contraarmiño o contravero)
- Compuesto ó  Sembrado.

A su vez cada uno de estos puede presentar variaciones. 
Por extensión, un escudo o un objeto puede ser el objeto de una partición, cada elemento de la partición recibe entonces un tratamiento por separado. Para describir entonces el atributo de campo se hará con cada partición, pero en este caso no se puede hablar estrictamente de campo.

## El campo y fondo
El fondo designa la manera en la que está coloreada una superficie dada. Es lo que recubre toda el área de un escudo (el campo en el sentido estricto), pero también a una partición o un mueble.
Todo lo que tenga una superficie, que sirva de fondo, recibe un "atributo de campo", que describe el tratamiento de llenado de la base. El enunciado de este atributo corresponde al primer tratamiento lógico de una pieza armada: tan pronto como se trace el límite, se puede poner. En el blasonamiento, el tratamiento del campo sigue normalmente inmediatamente al enunciado de la parte tratada. El fondo es anterior a las piezas y muebles que vienen eventualmente superpuestos y de otro color. Así, si un palo de gules es cortado en dos por un cargo "brochante sobre el todo", el fondo del palo corresponde a toda su superficie, supuestamente unida y de una pieza, antes que el cargo sea superpuesto de color.

Blasón en campo de gules escamado en argén.

En la práctica, las figuras (piezas y muebles) pueden ser utilizadas para soportar las armas. Es típicamente el caso del jefe. El fondo de la figura (jefe) sirve como campo, que puede estar dividido y cargado de la misma manera que un escudo en su conjunto. Todo lo que se dice de un campo puede también aplicarse a un fondo. De manera inversa, todo lo que se dice de un fondo se puede aplicar a un campo, salvo en lo que concierne a las particiones del fondo, porque el campo, por su propia naturaleza, no se divide.En un blasón, cuando un elemento se llama "del campo", se trata del fondo del escudo (o de la partición en vías de descripción), no de la pieza que se describe.

Blasón en campo azur sembrado de flores de lis de oro.

## Blasón campado
El blasón campado es la variante más sencilla del campo; pues está compuesto por una única tintura sin piezas ni muebles heráldicos. Para blasones formados de un solo campo, se enuncia su esmalte y se dice llano. Se usa igualmente la expresión "campado" para expresar que todo el campo es llano. Sin embargo, cuando una sola partición es llana, el término se puede omitir.

Blasón campado en sable.
Blasón campado en gules.
Blasón campado en azur.

## Blasón forrado
El blasón forrado es aquel que está compuesto por panas heráldicos. Tales panas son el armiño y el vero y sus inversos el contra armiño y el contra vero.

Blasón forrado en armiño.
Blasón forrado en vero.
Blasón forrado en contra armiño.
Blasón forrado en contra vero.

## Blasón compuesto
El blasón es compuesto cuando está dividido en dos o más cuarteles. Los blasones compuestos más comunes son el campo partido, el cual es un campo dividido verticalmente. El campo cortado, el cual es un campo dividido horizontalmente. El campo tronchado, el cual está dividido por una línea oblicua que lleva del ángulo diestro del jefe al ángulo siniestro de la punta. El campo tajado, el cual está dividido por una línea diagonal, del ángulo siniestra del jefe al ángulo diestro de la punta.

Blasón de campo partido.
Blasón de campo cortado.
Blasón de campo tronchado.
Blasón de campo tajado.

### Casos particulares: Pajizo y Matizado
Pajizo

De plata a la faja de azur pajiza de oro.

El pajizo es un motivo ornamental de una pieza honorable, formada por una repetición lineal de anillos, enlazados entre ellos por arabescos y conteniendo una pequeña figura heráldica (león, águila o flor de lis) que no es blasonada. "De plata a la faja de gules pajiza de oro"
El pajizo se distingue de los sembrados o de los forros por el hecho que el motivo es más grande y no es repetido más que en una sola dirección. En una faja o un palo, el pajizo formará una repetición de tres o cuatro piezas, según la mayor o menor anchura del margen.
El pajizo está inspirado en los motivos repetitivos de tejidos orientales, ricamente ornamentadas de hilos de oro. Se utiliza en las mismas condiciones que un tejido pera recubrir piezas longilíneas con bordes paralelos.
Matizado

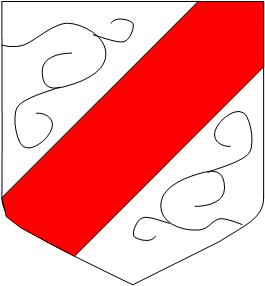
De plata a la banda de gules (con matizado).

El matizado es un efecto de estilo, consistiendo en ornamentar de arabescos decorativos, para amueblarlo visualmente, un gran espacio de campo sin muebles ni figuras.
Se distingue de las sombras en que los lazos no evocan manifiestamente la bordura de una figura identificable, y se distingue del pajizo (que se blasona) por la ausencia de anillos o de siluetas de figuras.
El matizado no es un esmalte sino un enriquecimiento de estilo destinado a amueblar y valorizar el llano. No se blasona.
Así, las armas aquí presentes (que son las del principado de Gradisca) no tienen campo en sentido estricto, pero están compuestas de un mueble (una cruz ancorada) puesta sobre un fondo compuesto, así que se puede blasonar simplemente "Una cruz ancorada de plata sobre un campo cortado de oro y de azur". Por otro lado, si se cita primero el fondo, es preferible en este caso decir "Cortado de oro y de azur, a una cruz anclada de plata brochante sobre el todo", para no prestarse a la confusión -con una coma cerca- con las armas "Cortado de oro, y de azur a una cruz anclada de plata", donde la cruz no sería portada más que por la parte inferior.